# 萬福寺 (阿南市)
萬福寺（まんぷくじ）は、徳島県阿南市桑野町にある高野山真言宗の寺院。山号は船岡山。本尊は不動明王。
那賀郡坂東三十三ヶ所観音霊場9番札所。阿南七薬師霊場7番札所。

## 歴史
創建年は不詳。桑野城（栗栖城）の城主である東條実光が長宗我部元親によって落城され、その城趾に寺を建立したのが始まりである。
その後、徳島藩主。蜂須賀家の老臣である岩田家の祈願所となり、薬師如来を安置し、1906年（明治39年）5月28日に不動明王を勧請した。

## 交通
- JR「桑野駅」より徒歩で約10分。
- 徳島自動車道「徳島インターチェンジ」より車で約60分。